# Mariano Gaspar Lausín
Mariano Gaspar Lausín (nacido en 1870 en Calatayud, Zaragoza) fue un abogado y político español.

## Reseña biográfica
Diputado a Cortes por la Provincia de Zaragoza.
Miembro del Comité Provincial Aragonés del Partido Radical en Zaragoza (1932).
Industrial, propietario y agricultor.
Fue elegido Diputado Provincial de Zaragoza por el distrito de Calatayud-Ateca.
Gobernador civil de Huesca.
Del 25 de abril de 1931 al 25 de abril de 1931 fue presidente de la Diputación Provincial de Zaragoza.
| Predecesor: Francisco Blesa Comín | Presidente de la Diputación Provincial de Zaragoza 25 de abril de 1931 - 25 de abril de 1931 | Sucesor: Lucas Ernesto Montes Azcona |